# Temporada do Sporting Clube de Portugal de 2019–20
Este artigo mostra as estatísticas do Sporting Clube de Portugal nas competições e jogos que disputou durante a temporada 2019-20.

## Jogadores
Dados estabelecidos de acordo com o website oficial do Sporting.
| Guarda-Redes | Guarda-Redes | Guarda-Redes   |
| Nº           | Nac.         | Nome           |
| ------------ | ------------ | -------------- |
| 1            | Brasil       | Renan Ribeiro  |
| 81           | Portugal     | Luís Maximiano |
| 99           | Portugal     | Diogo Sousa    |

| Defesas | Defesas            | Defesas          |
| Nº      | Nac.               | Nome             |
| ------- | ------------------ | ---------------- |
| 3       | Portugal           | Tiago Ilori      |
| 4       | Uruguai            | Sebastián Coates |
| 13      | Macedónia do Norte | Stefan Ristovski |
| 14      | Portugal           | Luís Neto        |
| 19      | França             | Valentin Rosier  |
| 22      | França             | Jérémy Mathieu   |
| 26      | Colômbia           | Cristian Borja   |

| Médios | Médios          | Médios            |
| Nº     | Nac.            | Nome              |
| ------ | --------------- | ----------------- |
| 5      | Brasil          | Eduardo           |
| 8      | Portugal        | Bruno Fernandes   |
| 16     | Argentina       | Rodrigo Battaglia |
| 27     | Portugal        | Miguel Luís       |
| 37     | Brasil          | Wendel            |
| 98     | Costa do Marfim | Idrissa Doumbia   |

| Avançados | Avançados                      | Avançados       |
| Nº        | Nac.                           | Nome            |
| --------- | ------------------------------ | --------------- |
| 7         | Portugal                       | Rafael Camacho  |
| 9         | Argentina                      | Marcos Acuña    |
| 10        | Argentina                      | Luciano Vietto  |
| 17        | Brasil                         | Fernando        |
| 20        | Colômbia                       | Gonzalo Plata   |
| 21        | Espanha                        | Jesé Rodríguez  |
| 29        | Brasil                         | Luiz Phellype   |
| 77        | Cabo Verde                     | Jovane Cabral   |
| 89        | República Democrática do Congo | Yannick Bolasie |

## Pré-Temporada
Vitória
      Empate
      Derrota
| 10 de julho de 2019 Amigável | FC Rapperswil-Jona                 | 2 - 1 | Sporting CP         | Jona, Suiça               |  |
| 17h00 (UTC)                  | Jordan Gele 49' · Merlin Hadzi 68' |       | 13' Bruno Fernandes | Estádio: Stadion Grünfeld |  |

| 13 de julho de 2019 Amigável | St. Gallen                           | 2 - 2 | Sporting CP                     | St. Gallen, Suiça  |  |
| 17h00 (UTC)                  | Dereck Kutesa 43' · Silvan Hefti 52' |       | 2' Bruno Fernandes · 25' Wendel | Estádio: Kybunpark |  |

| 19 de julho de 2019 Amigável                                                         | Club Brugge                          | 2 - 2 (4–3 pen.)                                                              | Sporting CP                             | Bruges, Bélgica              |  |
| 18h30 (UTC)                                                                          | David Okereke 16' · Hans Vanaken 62' |                                                                               | 45' Bruno Fernandes · 53' Jovane Cabral | Estádio: Estádio Jan Breydel |  |
|                                                                                      |                                      | Penalidades                                                                   |                                         |                              |  |
| Jelle Vossen Siebe Schrijvers Arnaut Danjuma Matej Mitrović Simon Deli David Okereke |                                      | Luiz Phellype Gonzalo Plata Miguel Luís Jovane Cabral Eduardo Daniel Bragança |                                         |                              |  |

| 25 de julho de 2019 Amigável | Liverpool                                  | 2 - 2 | Sporting CP                     | Nova Iorque, EUA        |  |
| 00h05 (UTC)                  | Divock Origi 20' · Georginio Wijnaldum 44' |       | 5' Bruno Fernandes · 53' Wendel | Estádio: Yankee Stadium |  |

| 28 de julho de 2019 Troféu Cinco Violinos | Sporting CP | 1 - 2 | Valencia                                  | Lisboa, Portugal               |  |
| 18h00 (UTC)                               | Bas Dost 4' |       | 9' Geoffrey Kondogbia · 66' Kevin Gameiro | Estádio: Estádio José Alvalade |  |

## Competições

### Primeira Liga

#### Jogos
| 11 de agosto de 2019 1 | Marítimo | 1 - 1 | Sporting | Funchal                      |
|                        |          |       |          | Estádio: Estádio do Marítimo |

| 18 de agosto de 2019 2 | Sporting | 2 - 1 | Braga | Lisboa                         |
|                        |          |       |       | Estádio: Estádio José Alvalade |

| 25 de agosto de 2019 3 | Portimonense | 1 - 3 | Sporting | Portimão                               |
|                        |              |       |          | Estádio: Estádio Municipal de Portimão |

| 31 de agosto de 2019 4 | Sporting | 2 - 3 | Rio Ave | Lisboa                         |
|                        |          |       |         | Estádio: Estádio José Alvalade |

| 15 de setembro de 2019 5 | Boavista | 1 - 1 | Sporting | Porto                     |
|                          |          |       |          | Estádio: Estádio do Bessa |

| 23 de setembro de 2019 6 | Sporting     | 1 - 2     | Famalicão                         | Lisboa                                                              |  |
| 21:00 GMT (UTC+00:00)    | - Vietto 25' | Relatório | - Lameiras 55' - Coates (a.g) 88' | Estádio: Estádio José Alvalade Público: 28,576 Árbitro: Hugo Miguel |  |

| 30 de setembro de 2019 7 | Desportivo das Aves | 0 - 1 | Sporting              | Vila das Aves                                                                       |  |
| 20:15 GMT (UTC+00:00)    |                     |       | - Fernandes (g.p) 83' | Estádio: Estádio do Clube Desportivo das Aves Público: 2,850 Árbitro: Carlos Xistra |  |

| 27 de outubro de 2019 8 | Sporting                            | 3 - 1 | Vitória de Guimarães | Lisboa                                                                    |  |
| 20:00 GMT (UTC+00:00)   | - Jesé 29' - Acuña 32' - Coates 74' |       | - Bonatini 67'       | Estádio: Estádio José Alvalade Público: 28,135 Árbitro: Artur Soares Dias |  |

| 30 de outubro de 2019 9 | Paços de Ferreira | - | Sporting | Paços de Ferreira                 |
|                         |                   |   |          | Estádio: Estádio Capital do Móvel |

| 3 de novembro de 2019 10 | Tondela | - | Sporting | Tondela                       |
|                          |         |   |          | Estádio: Estádio João Cardoso |

| 10 de novembro de 2019 11 | Sporting | - | Belenenses SAD | Lisboa                         |
|                           |          |   |                | Estádio: Estádio José Alvalade |

| 1 de dezembro de 2019 12 | Gil Vicente | - | Sporting | Barcelos                            |
|                          |             |   |          | Estádio: Estádio Cidade de Barcelos |

| 8 de dezembro de 2019 13 | Sporting | - | Moreirense | Lisboa                         |
|                          |          |   |            | Estádio: Estádio José Alvalade |

| 15 de dezembro de 2019 14 | Santa Clara | - | Sporting | Ponta Delgada                  |
|                           |             |   |          | Estádio: Estádio de São Miguel |

| 5 de janeiro de 2020 15 | Sporting | - | Porto | Lisboa                         |
|                         |          |   |       | Estádio: Estádio José Alvalade |

| 11 de janeiro de 2020 16 | Vitória de Setúbal | - | Sporting | Setúbal                    |
|                          |                    |   |          | Estádio: Estádio do Bonfim |

| 18 de janeiro de 2020 17 | Sporting | - | Benfica | Lisboa                         |
|                          |          |   |         | Estádio: Estádio José Alvalade |

### Supertaça Cândido de Oliveira
| 4 de agosto de 2019 | Benfica | 5 - 0 | Sporting | Loulé/Faro               |  |
| 19h45 (UTC)         |         |       |          | Estádio: Estádio Algarve |  |

## Ligações Externas
- Site oficial do Sporting Clube de Portugal